# Aurelio González
Aurelio González (ur. 25 września 1905, zm. 9 lipca 1997) – piłkarz paragwajski, środkowy napastnik. Wzrost 170 cm, waga 72 kg.
González karierę piłkarską rozpoczął w klubie Sportivo Luqueño, skąd później przeniósł się do klubu Club Olimpia, w którym spędził resztę swej kariery. Wraz z Olimpią kilkakrotnie sięgnął po mistrzostwo Paragwaju, przy czym najbardziej znacząca jest seria trzech tytułów mistrzowskich zdobytych rok po roku – w 1927, 1928 i 1929 roku.
Jako piłkarz klubu Club Olimpia wziął udział w turnieju Copa América 1929, gdzie Paragwaj zdobył tytuł wicemistrza Ameryki Południowej. Zagrał we wszystkich trzech meczach – z Urugwajem (zdobył 2 bramki), Argentyną i Peru (zdobył 3 bramki). Jako zdobywca 5 bramek został królem strzelców turnieju.
Także jako gracz Olimpii González był w kadrze narodowej na pierwsze mistrzostwa świata w 1930 roku, gdzie Paragwaj odpadł w fazie grupowej. Zagrał w obu meczach – ze Stanami Zjednoczonymi i z Belgią. Przez dziesiątki lat był jedynym napastnikiem w historii finałów mistrzostw świata, który strzelił bramkę samobójczą (ze Stanami Zjednoczonymi). Jednak FIFA dnia 10 listopada 2006 roku oficjalnie uznała, że bramkę tę zdobył piłkarz amerykański Bertram Patenaude.
Na początku lat 30. odrzucił milionową ofertę potężnego argentyńskiego klubu San Lorenzo de Almagro i pozostał w Paragwaju, by bronić swej ojczyzny w wojnie o Chaco.
Ciągle jako piłkarz Olimpii wziął udział w turnieju Copa América 1937, gdzie Paragwaj zajął czwarte miejsce. González zagrał w pierwszych trzech meczach – z Urugwajem (zdobył bramkę), Argentyną (zdobył bramkę) i Brazylią.
W reprezentacji Paragwaju González występował w latach 1928–1938, a po zakończeniu kariery został trenerem piłkarskim. W nowej roli także okazał się wybitną postacią - doprowadził Olimpię do finału Copa Libertadores 1960 oraz kierował reprezentacją Paragwaju w finałach mistrzostw świata w 1958 roku.
Pierwszym poważnym turniejem, w którym poprowadził reprezentację, był turniej Copa América 1946. Paragwaj spisał się dobrze i zajął 3. miejsce za Argentyną i Brazylią, ale przed Urugwajem.
González był trenerem reprezentacji Paragwaju w eliminacjach do szwedzkich mistrzostw świata w 1958 roku. Kierowany przez niego zespół był autorem głośnej sensacji, eliminując faworyzowany Urugwaj. Z tego powodu przed turniejem Paragwaj powszechnie uważany był za czarnego konia mistrzostw. Grupa, do jakiej trafił Paragwaj była bardzo silna, gdyż obok Paragwaju składała się z trzech mocnych ekip europejskich – Francji, Jugosławii i Szkocji. Drużyna Gonzáleza z jednej strony rozczarowała, odpadając już w fazie grupowej. Jednak indywidualna technika i uroda ofensywnego stylu, jaki zaprezentowali Paragwajczycy, zdobyła uznanie widowni.
Pomimo niepowodzenia w mistrzostwach świata, González poprowadził reprezentację podczas turnieju Copa América 1959. Także i tym razem jego zespół był trzeci – również za Argentyną i Brazylią.
González jest jednym z najwybitniejszych piłkarzy w dziejach Paragwaju. Uważany jest przez wielu za największego paragwajskiego piłkarza po Arsenio Erico.